# Нуортева, Кертту Александровна
Кертту Александровна Нуортева (10 ноября 1912, Астория, Орегон, США — 29 августа 1963, Караганда, Казахская ССР, СССР) — советская разведчица. Дочь Александра Фёдоровича Нуортевы, президента Карельской АССР. Была десантирована в Финляндию в 1942 году. В конце войны была арестована и депортирована в СССР.

## Семья и образование
Нуортева родилась в Астории, штат Орегон, США, где ее отец жил с 1910-х годов, когда он был депортирован из Тампере, Финляндия. В Советском Союзе у А. Ф. Нуортевы были хорошие отношения с Лениным, и он стал президентом Карельской АССР.
Кертту Нуортева выросла и пошла в школу в Петрозаводске, а затем поступила в университет в Ленинграде. Вышла замуж за уроженца Финляндии Ялмари Ахо, члена финской Красной гвардии. Позже вышла замуж за журналиста Льва Варшавского.
В 1937 году Нуортева была обвинена в государственной измене и арестована НКВД. Ее продержали два года, а затем приговорили к трем годам каторжных работ.
Во время Великой Отечественной войны, в декабре 1941 года, НКВД предложило ей присоединиться к обучению разведчиков и отправило ее с заданием в Финляндию. Ее братья Матти и Пентти были отправлены с аналогичными заданиями, но оба были арестованы в оккупированном Петрозаводске и казнены финскими войсками.

## Миссия в Финляндии
Нуортева прыгнула с парашютом в Вихти 30 марта 1942 года. Задача была получить информацию о немецких войсках в Финляндии и тамошних политических настроениях.
Должна была установить контакт с политиком-социал-демократом Вяйнё Таннером. Из оборудования у нее был радиопередатчик. Одним из двух ее контактов была драматург и политик Хелла Вуолийоки, чье кодовое имя было «Поэт». Ее прыжок не был точным, и она упала на 100 км к западу от ее конечного пункта назначения. Ее парашют застрял в ели, и она повредила ногу, когда выпутывалась. После прыжка ей удалось найти только радиопередатчик, а остальное оборудование пропало.
Нуортева спряталась в сарае и ела шоколад и печенье. Позже были найдены обертки шоколада с русскоязычным текстом, а также небольшой тюбик губной помады, который использовался как доказательство того, что там была женщина. Также была найдена русскоязычная карта Южной Финляндии с пометками.
Красивая и хорошо одетая женщина подвезла молодого парня до центра Вихти. Ее присутствие уже было отмечено ранее, и ее подозревали в том, что она «десант». Место прыжка было найдено, но мальчик, который подвез Нуортева, солгал о ее описании.
Тайная миссия Нуортева заключалась в том, чтобы работать стажером-косметологом в салоне красоты в Алексантеринкату, Хельсинки. Резиденция Нуортева находилась на улице Вуоримиехенкату, 19, в районе Улланлинна. Нуортева была обнаружена, когда ее радиопередатчик был найден в сумке, которую она оставила в местной прачечной. Нуортева была арестована 7 сентября 1942 года, когда она вернулась за своим радиоприемником.

## Приговор и тюремный срок
Финская полиция безопасности Вальпо и военный штаб организовали ее допрос, но Нуортева хранила молчание в течение многих месяцев. Она рассказала свою историю только тогда, когда начальник отделения Валпо в Турку Пааво Кастари привез Арвида Оскаровича Туоминена (позывной Пойка), старого друга ее отца и члена Коммунистической партии Финляндии, начавшего помогать финской полиции, в допросы, чтобы поговорить с ней.
Туоминену удалось убедить ее в том, что сталинизм предал и разрушил коммунизм, и сумел взломать ее идеологию. Мировоззрение Нуортева сломалось, и сломленная психологически, она во всем призналась. Нуортева два месяца лечилась от психических расстройств.
Информация Нуортева привела к аресту 11 человек, в том числе Хеллы Вуолийоки. Хейкки Тирикангас, который помог ей скрыться, был приговорен к смертной казни. Вуолийоки получила пожизненный срок в тюрьме. Другие лица получили меньшие сроки.
Нуортева была приговорена в полевом суде к высшей мере наказания, что было подтверждено военно-полевым судом. Родственникам Нуортева, в том числе двоюродному брату ее отца, профессору Паулю Нюбергу, удалось отсрочить казнь.
В тюрьме финская полиция безопасности организовала беседу автора Юрьё Кивимиеса с Нуортевой. После переговоров Кивимиес написал мемуары Нуортева под псевдонимом Ирья Ниеми, которые в 1944 году были опубликованы издательством Oy Suomen Kirja. Книга называлась Neuvostokasvatti.
В 1944 году Нуортева во второй раз лечилась от психических расстройств и за это время сделала куклу из собственных волос. Кукла находится в Музее обороны Йоройнен.
Осенью 1944 года Нуортева предложили переехать в западную страну. Она решила не уезжать и в 1944 году была депортирована в СССР. Она уехала жить в Петропавловск, в Казахстан, и в 1947 году была приговорена к десяти годам ГУЛАГа. После освобождения в 1954 году она изучала строительство и работала на гидроэлектростанциях. Нуортева умерла в Караганде в 1963 году после перенесенного менингита.

## Киновоплощение
В 2009 году финский кинорежиссёр Йорн Доннер снял фильм «Допрос». В роли Нуортевы снялась Минна Хаапкюля.